# Assassinat de Mohandas Karamchand Gandhi
Ne doit pas être confondu avec Assassinat d'Indira Gandhi ou Assassinat de Rajiv Gandhi.
L'assassinat de Mohandas Karamchand Gandhi est perpétré le 30 janvier 1948 dans l'enceinte de Birla House (aujourd'hui Gandhi Smriti), un grand manoir de New Delhi, en Inde. L'assassin est Nathuram Godse, un défenseur du nationalisme hindou, membre du parti politique du Hindu Mahasabha et ancien membre de l'organisation bénévole paramilitaire nationaliste hindou Rashtriya Swayamsevak Sangh. Nathuram Godse considérait Gandhi comme trop accommodant avec les musulmans pendant la partition de l'Inde durant l'année précédente.

## Contexte
En 1946 et 1947, l'Inde se dirige vers l'indépendance. Gandhi se soucie alors de lutter contre les violences religieuses entre hindous et musulmans.

## Déroulement
Quelque temps après 17 h, selon des témoins, Gandhi avait atteint le sommet des marches menant à la pelouse surélevée derrière la maison Birla où il organisait chaque soir des réunions de prière multiconfessionnelles. Alors que Gandhi commençait à marcher vers l'estrade, Nathuram Godse sortit de la foule qui flanquait le chemin de Gandhi et tira trois balles dans la poitrine et l'abdomen de Gandhi à bout portant. Gandhi est tombé au sol. Il a été ramené dans sa chambre à Birla House, d'où un représentant a émergé un peu plus tard pour annoncer sa mort.

## Funérailles
Deux millions de personnes assistent aux funérailles de Gandhi .

## Procès

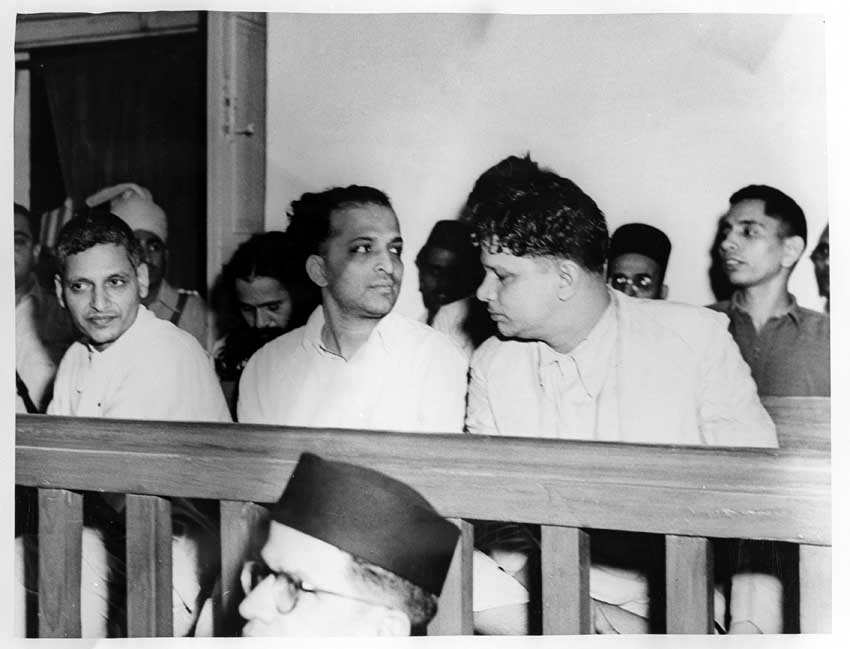
Procès de Godse et ses complices.

Nathuram Godse a été capturé par des membres de la foule et remis à la police. Le procès pour meurtre de Gandhi s'est ouvert en mai 1948 dans le Fort Rouge historique de Delhi, avec Nathuram Godse comme principal accusé, et son collaborateur Narayan Apte et six autres comme co-accusés. Le procès a été précipité, la hâte étant parfois attribuée au désir du ministre de l'Intérieur (en) Vallabhbhai Patel « d'éviter un examen minutieux pour ne pas avoir empêché l'assassinat ». Nathuram Godse et Narayan Apte ont été condamnés à mort le 8 novembre 1949. Ils ont été pendus à la prison d'Ambala le 15 novembre 1949.

## Postérité
Nathuram Godse est l'objet d'un culte de la part de certains nationalistes hindous, qui considèrent Gandhi comme un traître.